# New Berlin, Pennsylvania
New Berlin là một thị trấn thuộc quận Union, tiểu bang Pennsylvania, Hoa Kỳ. Năm 2010, dân số của thị trấn này là 873 người.